# Goldkind Filmproduktion
Goldkindfilm Filmproduktion GmbH & Co. KG mit Sitz in München produziert und koproduziert hauptsächlich Kinofilme und Serien für den deutschen und internationalen Markt.

## Firmengeschichte
Das Münchener Unternehmen Goldkind Film wurde 2001 gegründet und ab 2002 in Zusammenarbeit mit der TV60Filmproduktion als alleinige Gesellschafterin weitergeführt. Seit 2003 leitet Sven Burgemeister die Tochterfirma als kreativer Produzent und Geschäftsführer.

## Filmografie (Auswahl)
- 2003: Soloalbum
- 2004: Sophie Scholl – Die letzten Tage
- 2005: Wholetrain
- 2007: Vollidiot
- 2008: In jeder Sekunde
- 2009: Feuerherz
- 2010: Ayla
- 2010: Goethe!
- 2013: Heute bin ich blond
- 2013: Und morgen Mittag bin ich tot
- 2016: LenaLove
- 2017: Maria Mafiosi – Jeder sehnt sich nach Familie